# Michael Weist
Michael G. Weist III é produtor e ator norte-americano. Ele é conhecido por seu papel como ator no filme Jawline.
Weist é membro da Recording Academy.

## Carreira
Aos 16 anos, Michael Weist se tornou o DJ particular do grupo de rock vencedor do Grammy Kings of Leon, se apresentando para o grupo em eventos particulares e em turnê. Durante seu segundo ano de estudos na Belmont University, Weist largou a faculdade e se mudou para Los Angeles para seguir carreira na indústria. Ele morou fora do W Hotel em Hollywood durante seus primeiros meses em Los Angeles e estava procurando um apartamento.
Em 14 de março de 2016, Weist foi empossado como membro da Recording Academy. Weist primeiro começou a filmar  e, mais tarde, passou para gerenciamento, produção e outras atividades.  Depois de fundar a Good Times Entertainment, Weist lançou o selo SwerV Records em setembro de 2014. Ele também fundou o Juice Krate Media Group em janeiro de 2019. Weist também trabalhou com a Nike e a Universal, entre outras.
Além disso, ele estrelou o filme de 2019 Jawline. O filme estreou no Festival de Cinema de Sundance em agosto de 2019.